# Meloen
Een meloen is een van de verschillende planten van de familie Cucurbitaceae met zoete, eetbare en vlezige vruchten.
Het woord "meloen" kan verwijzen naar de plant of specifiek naar de vrucht. Botanisch is een meloen een soort bes, met name een "pepo". Het woord meloen is afgeleid van het Latijnse melopepo. De naam is een latinisering van het Oudgriekse μηλοπέπων (mēlopepōn), dat "meloen" betekent, zelf een verbinding van μῆλον (mēlon),"appel, boomvrucht (van welke aard dan ook)" en πέπων (pepōn), onder andere "een soort gourd of melon". Er zijn veel verschillende rassen gekweekt, in het bijzonder van cantaloupes.

## Enkele soorten
- Galiameloen, een vrucht uit de orde Cucurbitales
- Ogenmeloen, een vrucht uit de orde Cucurbitales
- Suikermeloen, een vrucht uit de orde Cucurbitales
- Watermeloen, een vrucht uit de orde Cucurbitales